# GTI
GTI er en forkortelse for Gran Turismo Injektion, og er normalt en modelbetegnelse for en bil med særligt sportslig karakter og benzinindsprøjtningsmotor. Volkswagen opfatter det som forkortelse for Grand Tourisme Injection, og det har siden introduktionen af den første Golf GTI i 1976 indgået i modelnavnet på de særligt motorstærke versioner.
I blandt andet Tyskland og USA er GTI et registreret varemærke for Volkswagen, men en hel del andre bilmærker har også benyttet GTI-navnet til at kendetegne særligt motorstærke versioner, men kun i lande hvor Volkswagen ikke har fået beskyttet navnet. Dermed har f.eks. navnet Citroën GTI været beskyttet i bl.a. Frankrig siden 1977.
Yderligere fabrikanter af personbilsmodeller med GTI-karakter eller under betegnelsen GTI er bl.a.:
- SEAT (f.eks. Ibiza og Córdoba)
- Rover (f.eks. 114 og 216)
- Mitsubishi (f.eks. Colt og Lancer)
- Nissan (f.eks. Sunny og Almera)
- Peugeot (f.eks. 205, 206, 208, 306 og 308)
- Suzuki (f.eks. Swift)
- Toyota (f.eks. Corolla og Celica)
- Volkswagen (f.eks. Golf, Polo og Lupo)
- Citroën (f.eks. Visa og AX)